# ناتالیا سوتیاگینا
ناتالیا ویکتوروفنا سوتیاگینا (به روسی: Наталья Викторовна Сутягина) (زادهٔ ۱۷ ژانویهٔ ۱۹۸۰) شناگر اهل روسیه است.